# 엄지민의 밤&
밤&은 G1 Fresh-FM(원주 103.1 춘천 105.1 강릉 106.1 태백 99.3 평창 88.3, 속초 101.3MHz)에서 매일 밤 12시부터 새벽 1시까지 방송된 음악 전문 라디오 프로그램이다. 2020년 9월 20일 자로 2년만에 폐지되었다.

## 진행
- 손민정 아나운서 (여)

## 같이 보기
- G1 강원민방
- G1 Fresh-FM
- SBS 파워FM
- 딘딘의 뮤직하이

| G1 Fresh-FM                          |                          |                                |
| 이전                                 | 밤& (매일 12:00 ~ 01:00) | 다음                           |
| 딘딘의 뮤직하이 (매일 11:00 ~ 12:00) | 밤& (매일 12:00 ~ 01:00) | 뮤직블로그 (매일 01:00 ~03:00) |
|                                      |                          |                                |
| 전국방송                             | 강원도 지역 방송         | 강원도 지역 방송               |